# Communauté de communes de l'Autunois
La communauté de communes de l'Autunois est une ancienne communauté de communes française, située dans le département de Saône-et-Loire en région Bourgogne qui disparaît en décembre 2013.

## Historique
La communauté de communes de l'Autunois a été créée le 20 septembre 2000. Elle comptait alors 13 communes : Autun, Auxy, La Celle-en-Morvan, Cordesse, Curgy, Dracy-Saint-Loup, La Grande-Verrière, Igornay, Monthelon, Roussillon-en-Morvan, Saint-Martin-de-Communes, Tavernay et Tintry.
Au 1er janvier 2002, les trois communes d'Anost, Chissey-en-Morvan et Cussy-en-Morvan les rejoignent, imitées le 1er mai de la même année par Barnay, La Petite-Verrière et Sommant.
Au 1er janvier 2007, la commune de Lucenay-l'Évêque adhère à la CCA. Deux années plus tard, c'est Antully qui porte le nombre d'adhérents à 21.
Dans le cadre de la réforme des collectivités territoriales, les communes de Reclesne et Saint-Forgeot sont forcées, par décision de la CDCI et malgré l'opposition de leurs conseils municipaux, à entrer dans l'intercommunalité au 1er janvier 2013.
Le 1er janvier 2014, elle fusionne avec les communautés de communes Arroux Mesvrin et de la Vallée de la Drée en intégrant cinq communes supplémentaires dont trois jusqu'alors isolées pour former une nouvelle intercommunalité nommée Communauté de communes du Grand Autunois Morvan.

## Composition
Cet ÉPCI est composée des 23 communes suivantes :
| Nom                     | Code Insee | Gentilé          | Superficie (km2) | Population (dernière pop. légale) | Densité (hab./km2) |
| ----------------------- | ---------- | ---------------- | ---------------- | --------------------------------- | ------------------ |
| Autun (siège)           | 71014      | Autunois         | 61,52            | 13 955 (2014)                     | 227                |
| Anost                   | 71009      | Anostiens        | 51,91            | 725 (2014)                        | 14                 |
| Antully                 | 71010      | Pilavoines       | 37,13            | 828 (2014)                        | 22                 |
| Auxy                    | 71015      | Alciens          | 36,98            | 982 (2014)                        | 27                 |
| Barnay                  | 71020      | Barnaysiens      | 15,40            | 124 (2014)                        | 8,1                |
| La Celle-en-Morvan      | 71509      | Cellois          | 20,17            | 489 (2014)                        | 24                 |
| Chissey-en-Morvan       | 71129      | Chisséens        | 29,90            | 286 (2014)                        | 9,6                |
| Cordesse                | 71144      | Cordessiens      | 10,52            | 186 (2014)                        | 18                 |
| Curgy                   | 71162      | Curgéens         | 31,58            | 1 110 (2014)                      | 35                 |
| Cussy-en-Morvan         | 71165      | Cussyssois       | 34,77            | 450 (2014)                        | 13                 |
| Dracy-Saint-Loup        | 71184      |                  | 21,20            | 589 (2014)                        | 28                 |
| La Grande-Verrière      | 71223      | Potenais         | 46,54            | 527 (2014)                        | 11                 |
| Igornay                 | 71237      |                  | 21,71            | 545 (2014)                        | 25                 |
| Lucenay-l'Évêque        | 71266      | Lucenois         | 25,36            | 350 (2014)                        | 14                 |
| Monthelon               | 71313      | Monthelonnais    | 24,57            | 391 (2014)                        | 16                 |
| La Petite-Verrière      | 71349      |                  | 9,88             | 51 (2014)                         | 5,2                |
| Reclesne                | 71368      | Reclesnois       | 20,83            | 319 (2014)                        | 15                 |
| Roussillon-en-Morvan    | 71376      |                  | 30,59            | 265 (2014)                        | 8,7                |
| Saint-Forgeot           | 71414      | Saint-Féréoliens | 15,96            | 488 (2014)                        | 31                 |
| Saint-Martin-de-Commune | 71450      |                  | 14,57            | 119 (2014)                        | 8,2                |
| Sommant                 | 71527      |                  | 20,57            | 212 (2014)                        | 10                 |
| Tavernay                | 71535      |                  | 25,56            | 483 (2014)                        | 19                 |
| Tintry                  | 71539      | Tintrysiens      | 9,66             | 76 (2014)                         | 7,9                |

## Administration
Le siège de la communauté de communes est situé à Autun.

### Conseil communautaire
L'intercommunalité est gérée par un conseil communautaire composé de 69 délégués issus de chacune des communes membres et élus pour une durée de six ans, coïncidant ainsi avec les échéances des scrutins municipaux.
Les délégués sont répartis comme suit, :
| Nombre de délégués | Communes |
| ------------------ | --- |
| 23                 | Autun |
| 3                  | Auxy, Curgy |
| 2                  | Anost, Antully, Barnay, La Celle-en-Morvan, Chissey-en-Morvan, Cordesse, Cussy-en-Morvan, Dracy-Saint-Loup, La Grande-Verrière, Igornay, Lucenay-l'Évêque, Monthelon, La Petite-Verrière, Reclesne, Roussillon-en-Morvan, Saint-Forgeot, Saint-Martin-de-Commune, Sommant, Tavernay, Tintry |

### Présidence
Le conseil communautaire élit un président et 13 vice-présidents pour une durée de six ans. Son président actuel est Rémy Rebeyrotte.
| Période                                  | Période | Identité        | Étiquette           | Qualité        |
| ---------------------------------------- | ------- | --------------- | ------------------- | -------------- |
| Les données manquantes sont à compléter. |         |                 |                     |                |
| 2008                                     | 2013    | Rémy Rebeyrotte | PS puis indépendant | Maire d'Autun. |

## Compétences
Les communes, par leur adhésion à la communauté de communes, cèdent à celle-ci un certain nombre de compétences :
- Affaires scolaires (les bâtiments scolaires et les cantines restant à la charge des communes)
- Enfance - Jeunesse
- Voirie d'intérêt communautaire
- Développement économique (parc des expositions L'Eduen, Zone de Bellevue, Maison des Entreprises, Aérodrome, Abattoir d'Autun, Platon formations)
- Bibliothèques
- Transports
- Action sociale
- Assainissement non collectif (l'assainissement collectif restant à la charge des communes)
- Gestion des déchets et les déchèteries
- Agenda 21
- Office de Tourisme d'Autun et de l'Autunois
- Centre nautique
- Circuits de randonnées balisés
- Conservatoire de musique de l'Autunois
- École d'Arts Plastiques de l'Autunois
- Espace Sports Nature
- Opération programmée d'amélioration de l'habitat (OPAH)

### Sources
- Le SPLAF (Site sur la Population et les Limites Administratives de la France)
- La base ASPIC